# Мунтенешть
Мунтенешть, Мунтенешті (рум. Muntenești) — село у повіті Васлуй в Румунії. Входить до складу комуни Штефан-чел-Маре.
Село розташоване на відстані 281 км на північний схід від Бухареста, 20 км на північний захід від Васлуя, 44 км на південь від Ясс.

## Населення
За даними перепису населення 2002 року у селі проживали 126 осіб, усі — румуни. Усі жителі села рідною мовою назвали румунську.